# NGC 4727
NGC 4727 је спирална галаксија у сазвежђу Гавран која се налази на NGC листи објеката дубоког неба.
Деклинација објекта је - 14° 19' 59" а ректасцензија 12h 50m 57,2s. Привидна величина (магнитуда) објекта NGC 4727 износи 11,9 а фотографска магнитуда 12,7. NGC 4727 је још познат и под ознакама NGC 4740, MCG -2-33-23, IRAS 12483-1403, PGC 43499.